# Grete Hemmeshøj Frederiksen
Grete Hemmeshøj Frederiksen (født Hemmeshøj Nielsen 30. december 1913 i København, død 19. september 1993) var en dansk pianist og sangerinde.
Grete Hemmeshøj, der var datter af modehandler Hans Wilhelm Nielsen, blev uddannet pianist fra Det Kongelige Danske Musikkonservatorium i 1933 med Carl Nielsen som lærer. Hun var sanger i De fem Syncoper, 3 Rhythm Girls og Jazzmusikforeningens kor fra 1932. De 3 Rhythm Girls sang vokalerne i Poul Henningsens Danmarksfilm med musikledsagelse af Svend Asmussen og Bernhard Christensens Orkester. Derudover gav hun egenakkompagnerede koncerter i Statsradiofonien som bluessangerinde. 
2. verdenskrig betød, at hun aldrig fik en international karriere som jazzpianist, men herhjemme blev hun en populær akkompagnatør for sangere og skuespillere samtidig med, at hun selv optrådte i blandt andet National Scala, i kabareter og i Hornbækrevyen 1946 samt ved festligheder i Kongehuset.
Gretes Hemmeshøj var musikinstruktør på TV-serierne Cirkus Buster og Familiehaven, og TV-filmen Sankt Hans-månen i 1950'erne og 1960'erne. Senere blev hun programmedarbejder i DR's underholdningsafdeling, hvor hun præsenterede programmer med populærmusik, heriblandt "Kan De kende mig", "Siesta Pop" og "Viser og jazz".